# Xaniona frontalis
Xaniona frontalis är en insektsart som först beskrevs av Franz Xaver Fieber 1884.  Xaniona frontalis ingår i släktet Xaniona och familjen dvärgstritar. Inga underarter finns listade i Catalogue of Life.